# Manuel Albino Morim Maçães
Manuel Albino Morim Maçães, meglio conosciuto come Bino (Póvoa de Varzim, 19 dicembre 1972), è un allenatore di calcio ed ex calciatore portoghese, di ruolo centrocampista.

## Carriera

### Club
Ha giocato con numerose squadre portoghesi, tra cui Porto, Belenenses e Sporting Lisbona.

### Nazionale
Ha rappresentato la Nazionale portoghese, con la quale ha ottenuto 3 presenze.

## Palmarès

### Giocatore

#### Competizioni nazionali
- Campionato portoghese: 3

Porto: 1992-1993, 1995-1996, 1996-1997
- Coppa del Portogallo: 1

Porto: 1990-1991
- Supercoppa di Portogallo: 2

Porto: 1990, 1996